# 정구공말속
정구공말속(Dictyosphaerium)은 클로렐라목 클로렐라과에 속하는 녹조류 속의 하나이다. 11종으로 이루어져 있다. 영국과 이탈리아 등의 유럽, 브라질과 미국 등의 남북 아메리카 , 일본과 중국, 한국 등의 아시아, 그리고 오스트레일리아 등 전세계에서 발견된다.

## 하위 종
- Dictyosphaerium chlorelloides
- Dictyosphaerium ehrenbergianum
- Dictyosphaerium granulatum
- Dictyosphaerium lacustre
- Dictyosphaerium libertatis
- Dictyosphaerium planctonicum
- Dictyosphaerium regulare
- Dictyosphaerium reniforme
- Dictyosphaerium simplex
- Dictyosphaerium subsolitarium
- Dictyosphaerium terrestre